# Collège Eugène Nonnon
Le collège Eugène Nonnon est un collège qui se situe à  Cayenne, en Guyane.

## Histoire
Le site en totalité a été inscrit au titre des monuments historiques par arrêté du 24 décembre 2013.